# Клемен Чебуљ
Клемен Чебуљ (словен. Klemen Čebulj; Словењ Градец, 21. фебруар 1992) словеначки је одбојкаш. Игра на позицији примача сервиса.

## Трофеји

### Клупски
АЦХ волеј
- Првенство Словеније: 2011/12.
- Куп Словеније: 2011/12.

Лубе
- Првенство Италије: 2016/17.
- Куп Италије: 2016/17.

Шангај голден ејџ
- Првенство Кине: 2018/19.

### Репрезентативни
Словенија
- Европска лига: 2015.[1]
- Европско првенство: сребро 2015,[2] 2019, [3] 2021.

### Индивидуални
- Најбољи примач сервиса Европске лиге: 2015.